# Керімова Седагет Каїнбеківна
Седагет Каїнбеківна Керімова (лезг. Седакъет Къайинбекан руш Керімова, азерб. Sədaqət Qayınbəy qızı Kərimova; 30 травня 1953, Каладжиг, Азербайджанська РСР, СРСР) — лезгинська поетеса, письменниця, драматург, публіцист, композитор і громадський діяч, заслужений працівник культури Азербайджану (2005). Пише трьома мовами: лезгинською, азербайджанською і російською.
Засновниця і художній керівник лезгинського ансамблю пісні і танцю «Сувар», яким керувала протягом 20 років (1996—2016). Авторка сценарію і режисерка десятки документальних, етнографічних фільмів про життя і побут лезгін Азербайджану. Понад 100 пісень, слова і музика до яких належать Керімовою, виконуються багатьма відомими співаками Азербайджану.

## Життєпис
Седагет Керімова народилася 30 березня 1953 року в Кусарському районі Азербайджанської АРСР. У 1969 році закінчила Кусарську середню школу № 1, а у 1974 році — факультет журналістики Азербайджанського державного університету. З дитинства займається творчістю. Її вірші, оповідання і статті почали періодично друкуватися в республіканських виданнях, коли Керімовій було 13 років.
Седагет Керімова — авторка 26 виданих книг до яких увійшли вірші, поеми, оповідання, повісті, романи та п'єси автора.
Вона автор енциклопедії «КцІар, кцІарвияр Qusar, qusarlılar» (Кусари, кусарци) написаної нею лезгинською та азербайджанською мовами. До цієї унікальної книги із 700 сторінок, над якою вона працювала протягом 13 років, увійшли цінні матеріали з історії, етнографії, культури і традицій кусарців. Книга також містить у собі цінні матеріали про історію, традиції та звичаї лезгінського народу. Цікаві дослідження автора як історика, мовознавця, журналіста, перекладача, фотографа, а також людини, що добре знає і глибоко прив'язана до кусар. Головна перевага енциклопедії в тому, що вона написана двома мовами лезгинською та азербайджанською. Для фахівців, що займаються вивченням лезгінської та азербайджанської мов, ця книга є цінною знахідкою.
В 2013 році в Азербайджанській державній Філармонії імені М. Магомаєва відбувся урочистий вечір присвячений 60-річному ювілею С. Керімової. Нобелівський Інформаційний Центр Азербайджанської Республіки випустив бібліографічну книгу «Життя і творчість Седагет Керімової», приурочену до цього ювілею. З ювілеєм її привітав голова Лезгинського національного центру Ш. Гасанов, представники діаспор з Туреччини, Киргизстану, Росії тощо. Радник посла Російської Федерації в Азербайджані В. Денисов вручив Седагет Керімовій Почесну Грамоту російського уряду за її внесок у збереження лезгинської мови і культури.
У 2015 році Азербайджанська державна національна бібліотека випустила книгу «Седагет Керімова. Бібліографія», присвячену життю і творчості автора. У тому ж році побачив світ «Лезгинсько-азербайджанський словник», укладений Седагет Керімовою і Музаффаром Меликмамедовим.
25 листопада 2015 року в Московському Будинку Національностей пройшов творчий вечір С. Керімової. У 2016 році Седагет Керімова випустила книгу під назвою «Сувар». Вона присвячена 20-річному ювілею відомого лезгинського ансамблю пісні і танцю «Сувар», засновником і художнім керівником якого є вона сама.
У 2017 році в Туреччині видана книга «Лезгіє». Перевів її турецькою мовою Абдулла Кубалі. Потім С. Керімова видала дві книги під назвою «Мій поетичний народ» присвячені лезгинському фольклору. Видавцем першої книги є Інститут Фольклору Азербайджанської Академії Наук, куди увійшли лезгинські народні віршики, а також переклади їх азербайджанською мовою, зроблені самою авторкою. А друга книга під назвою «Зі зорі халкь» вийшла у видавництві «Азербайджан» лезгинською мовою.
У 2018 році вийшла її книга під назвою «Зі манияр» (Мої пісні), куди увійшли тексти і ноти близько ста авторських пісень Седагет Керімової. У 2018 році в Оперній Студії Бакинській Консерваторії пройшов авторський вечір Седагет Керімової присвячений її 65-річному ювілею. Прозвучали вірші та пісні у виконанні шанувальників творчості авторки.

## Журналістика
В 1969 році Седагет Керімова вступила на факультет журналістики Азербайджанського Державного Університету. Працювала позаштатним кореспондентом газети «Азербайджан генджлери» («Молодь Азербайджану») і кореспондентом газети «Рада кенді» ЦК КП Азербайджану. Після 17 років роботи в «Рада кенді» вона працювала заввідділу газети «Хаят» (нині «Азербайджан»), потім заступником головного редактора в міжнародній газеті «Гюнай». З 1997 року С. Керімова є головним редактором газети «Самур»
Вірші, оповідання, новели і повісті С. Керімової публікувалися на сторінках газет і журналів Азербайджану, а також альманахів «Зелені гілки», «Мак — прикраса гір» і «Нові голоси».

## Літературна діяльність
Седагет Керімова є автором 26 опублікованих книг. Її перша збірка повістей та оповідань «Німий крик» вийшов в світло на азербайджанською мовою в 1985 році. У 1987 році була видана друга книга прози — «В одну весняну ніч». Більш ніж 30 віршів із збірки віршів «Сумні трелі» лягли в основу азербайджанських пісень. Велику популярність їй приніс роман «Блажная».
В 1995 році у видавництві «Азербайджан» вийшла в світ перша книга С. Керімової лезгинською мовою «Зіграй Лезгинку». У 1998 році була видана книга віршів і поем під назвою «Вставай, всесвіт, „Лезгинку“ танцюй». На видану в 2000 році збірку повістей та романів «На заході сонця» на сторінках газет і журналів було надруковано 54 рецензії.
Лезгинською мовою було видано збірку віршів «Ще одна весна» (2003), збірка повістей та оповідань «Холодне сонце» (2003), а також книга для дітей «Сонце посміхається» (2006). Російською мову були перекладені романи «Блажная», «Гріх», «Заповіт», «І минула печаль», «Серцю не накажеш» та «На заході» . Перша поетична збірка російською мовою — «За сімома горами».
У 2003 році Міністерство культури Азербайджану спільно з Азербайджанською державною бібліотекою імені М. Ф. Ахундова було видано методичний посібник під назвою «Седагет Керімова — 50», в якому розповідається про життя і творчість С. Керімовою. У тому ж році відомий письменник-журналіст Музаффер Мелікмамедов видав публіцистичну книгу «Седагет».
Протягом 10 років Керімова працювала над енциклопедичним збіркою «КцІар, кцІарвіяр — Qusar, qusarlılar» написаному двома мовами — лезгинською та азербайджанською. Збірник присвячений історії, культурі, традиціям жителів Кусарського району Азербайджану.
У 2012 році у видавництві «Зія» побачила світ книга «Ведмежий дощ», до якої увійшли два романи, чотири повісті та оповідання. Видавництво «Наука-Дагестан» видала книжку вибраних віршів і поем С. Керімової лезгинською мовою «Балада про мову» (ЧІалакай балада). Презентація відбулася у вересні 2012 року в Національній бібліотеці Республіки Дагестан імені Р. Гамзатова. На ній були присутні відомі поети, письменники, художники, журналісти з Махачкали, Баку, Дербента і т.д.
У 2013 році були видані книги «Біла печаль» і «Загублений щоденник». У 2015 році побачив світ «Лезгинсько-азербайджанський словник», укладений Седагет Керімовою та Музаффаром Мелікмамедовим. У 2016 році Седагет Керімова випустила книгу під назвою «Сувар». Вона присвячена 20-річному ювілею відомого Лезгинського ансамблю пісні і танцю «Сувар», засновником і художнім керівником якого є сама.
У 2017 році в Туреччині видана книга «Лезгіє». Переклав її турецькою мовою Абдулла Кубалі. Потім, Керімова видала дві книги під назвою «Мій поетичний народ» присвячені лезгинскому фольклору. Видавцем першої книги є Інститут Фольклору Азербайджанської Академії Наук, куди увійшли лезгинські народні віршики, а також переведення їх на азербайджанський мову, зроблений самим автором. А друга книга під назвою «Зі зорі халкь» вийшла у видавництві «Азербайджан» лезгинською мовою. У 2018 році вийшла її книга під назвою «Зі манияр» (Мої пісні), куди увійшли тексти і ноти близько ста авторських пісень Седагет Керімовою.

## Нагороди та премії
- Премія «Золоте перо» Спілки Журналістів Азербайджану (1984).
- Премія імені Гасанбека Зардабі Спілки Журналістів Азербайджану (1993).
- Премія імені Хуршудбану Натаван Незалежної Профспілки ЗМІ Азербайджану.
- Премія імені Мехсети Гянджеві Незалежної Профспілки ЗМІ Азербайджану.
- Премія Миру Азербайджанського Національного Комітету Гельсінської Громадянської Асамблеї (2003),
- Почесне звання «Заслужений працівник культури Азербайджану». Присвоєно указом Президента Азербайджанської Республіки. (2005)[1].
- Премія «Шарвілі» однойменного фонду Республіки Дагестан (2009).
- Медаль «За любов до рідної землі» Уряду Республіки Дагестан (2017).